# Vanson
Der Vanson (auch Vançon geschrieben) ist ein Fluss in Frankreich, der im Département Alpes-de-Haute-Provence in der Region Provence-Alpes-Côte d’Azur verläuft. Er entspringt an der Südostflanke des Berggipfels Les Monges (2115 m) im Gemeindegebiet von Authon, entwässert generell in südwestlicher Richtung und mündet nach rund 30 Kilometern im Gemeindegebiet von Volonne als linker Nebenfluss in die Durance.

## Orte am Fluss
- Authon
- Sourribes

## Sehenswürdigkeiten
- Pont de la Reine Jeanne, Brücke über den Fluss aus dem 17. Jahrhundert beim Weiler Saint-Symphorien in der Gemeinde Entrepierres – Monument historique[3]